# 罗塔 (加的斯省)
罗塔（西班牙語：Rota）是西班牙安达卢西亚自治区加的斯省的一个市镇。总面积84平方公里，2017年总人口28996人。
西班牙海軍、美國海軍共用的羅塔海軍基地設於本鎮海濱，直布羅陀海峽即位在該基地東南方55海浬之處，因此在戰略上是北約（NATO）重要的軍港，亦替當地經濟、工作機會帶來影響。

## 人口
| 罗塔历史人口变化 |
|                  |
| 来源：INE        |

## 图集

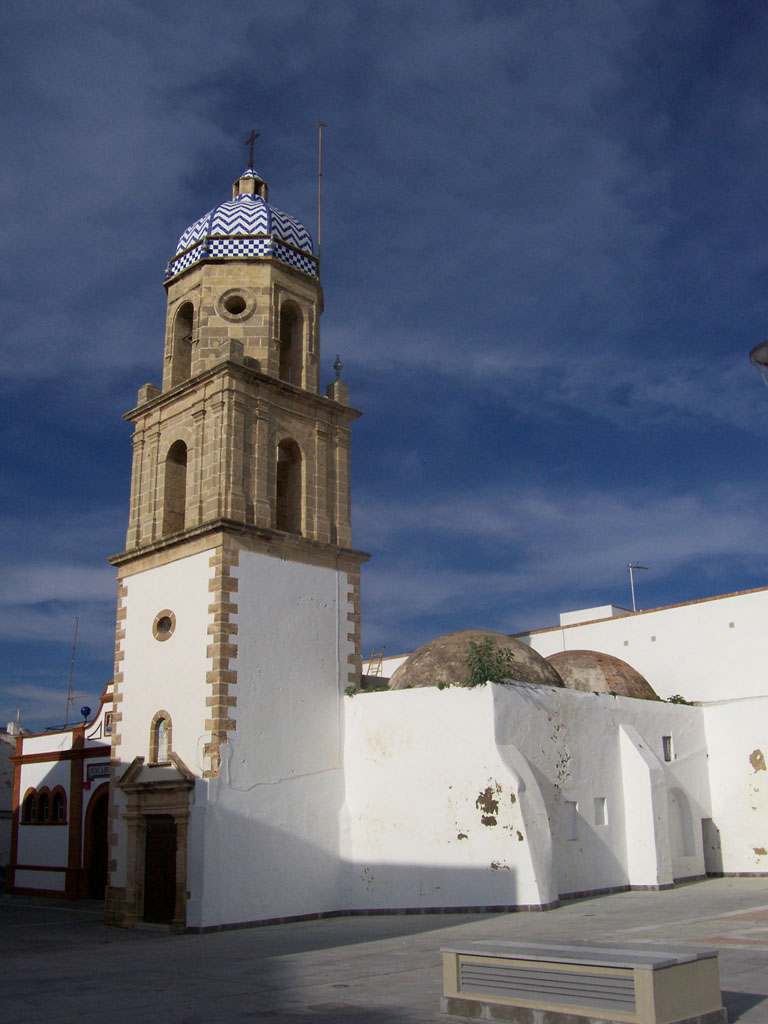
Merced修道院
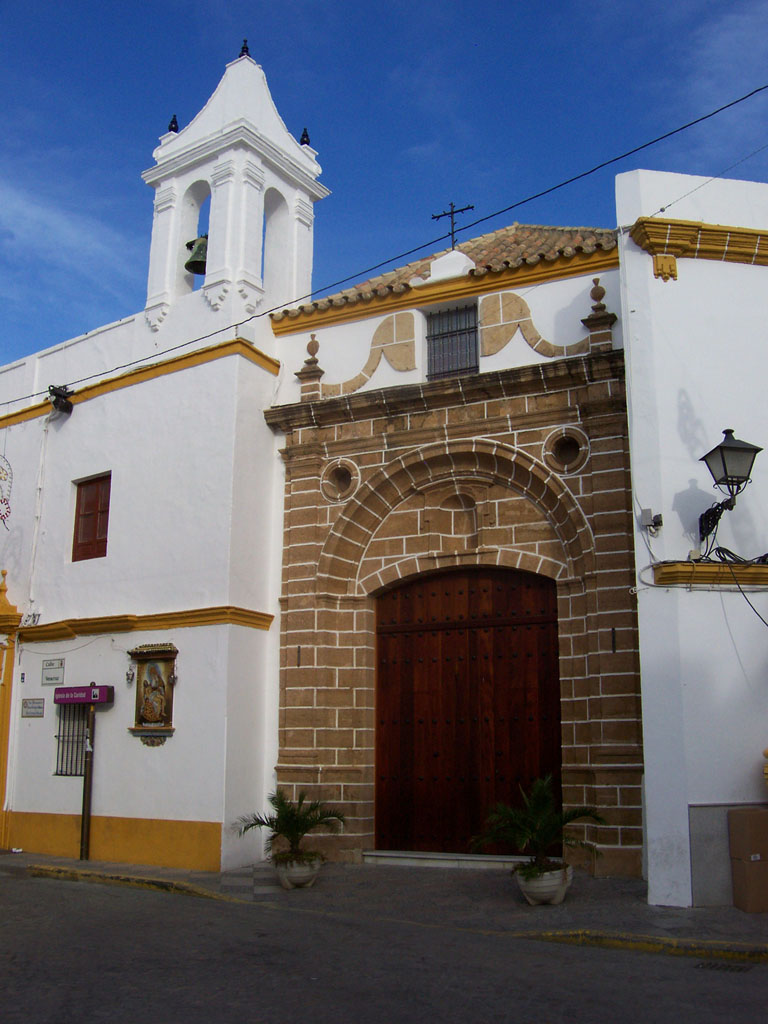
Caridad礼拜堂
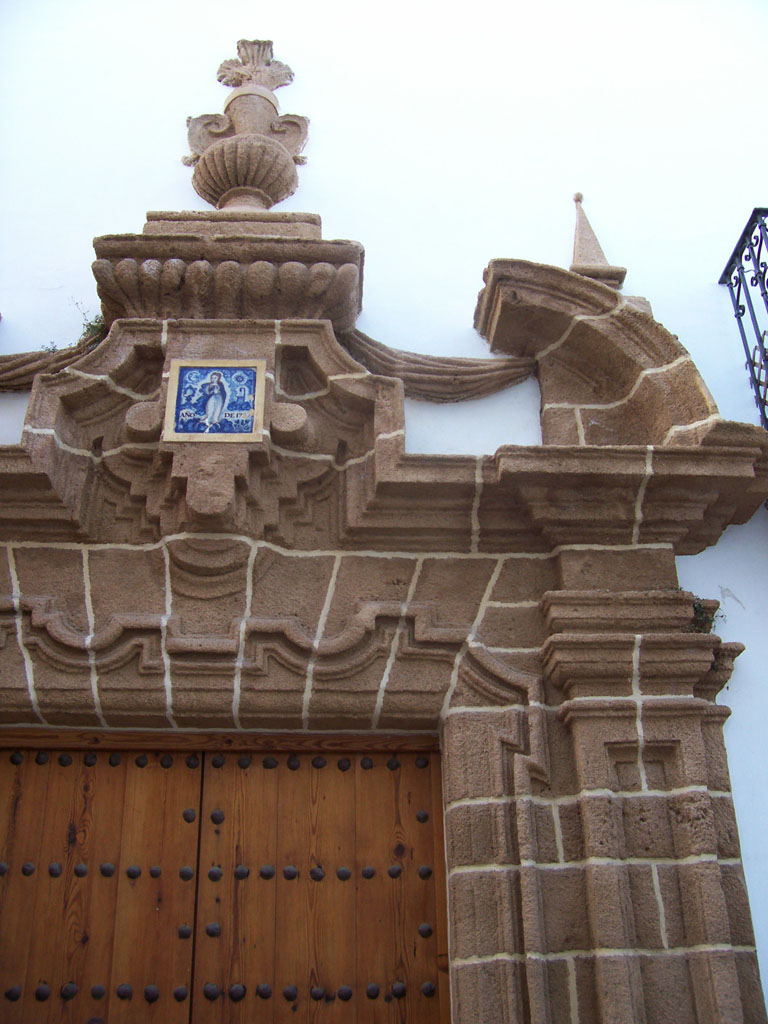
石灰岩结构建筑
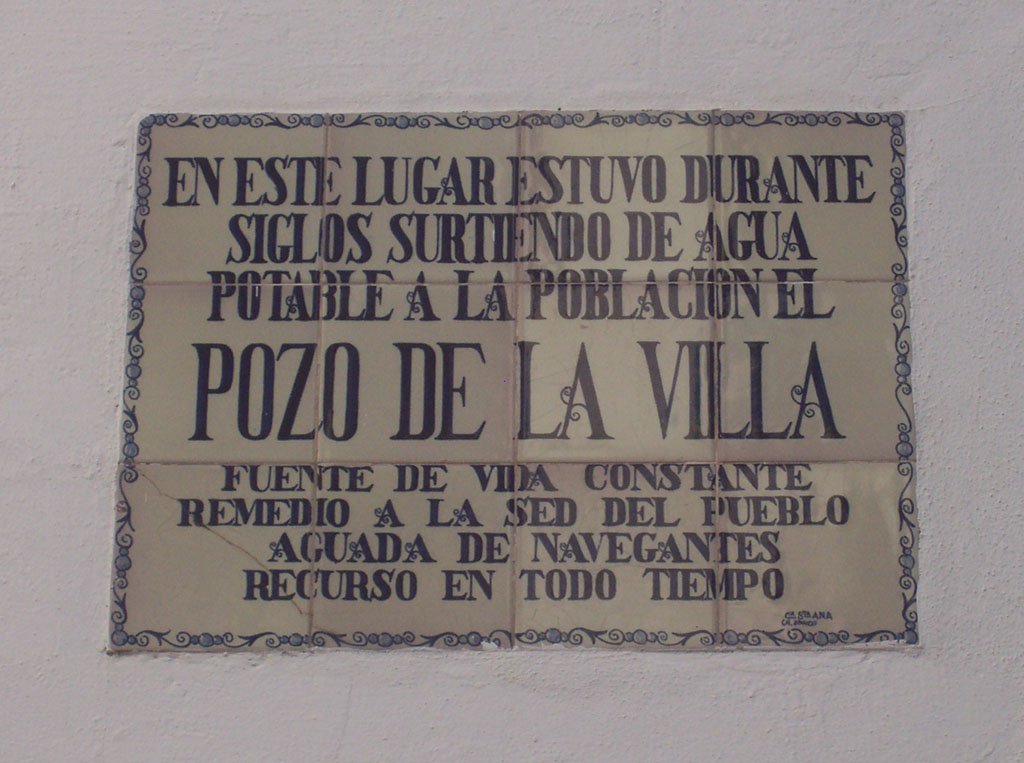
井
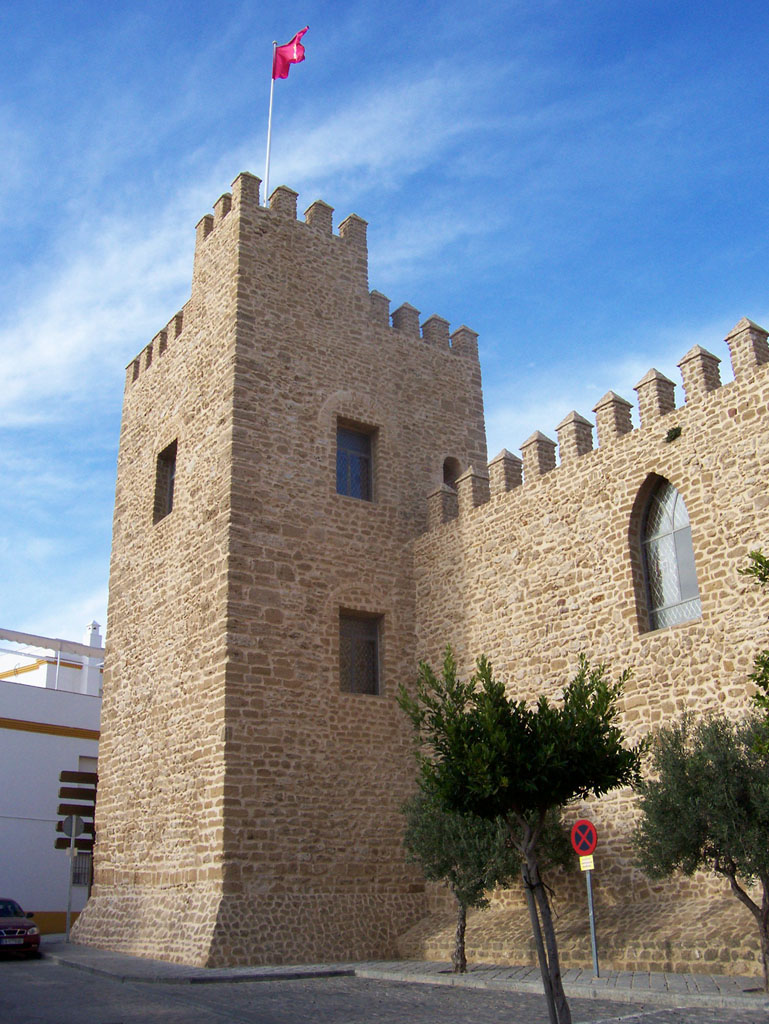
露娜城堡（西班牙語：Castillo de la Luna）
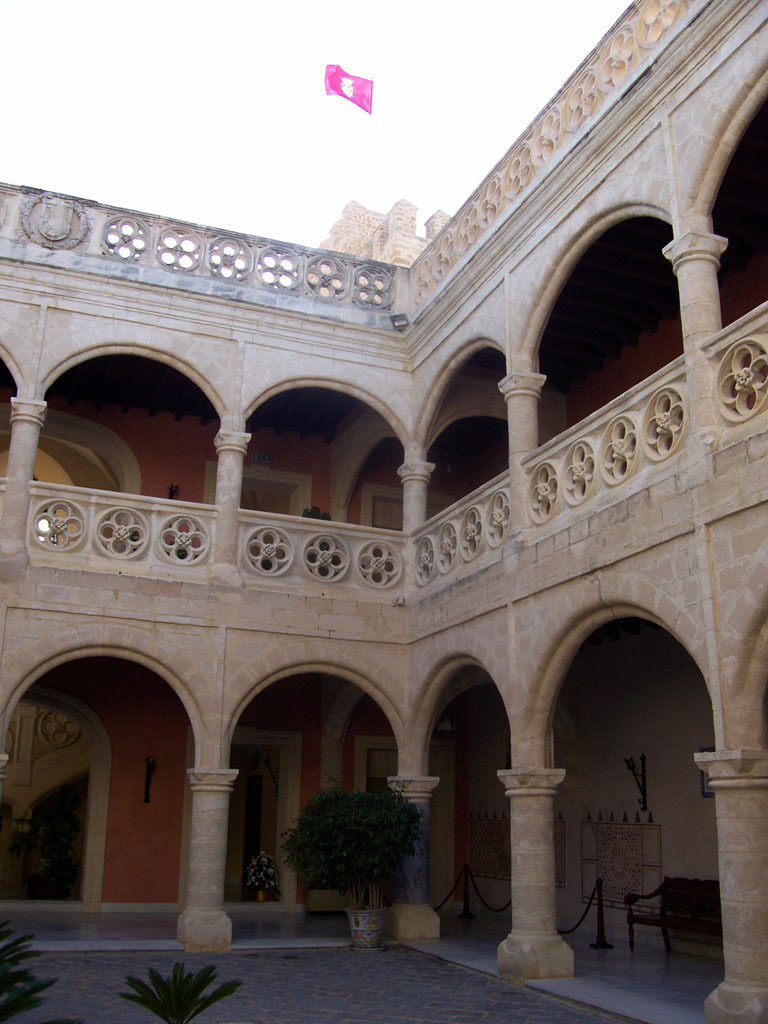
露娜城堡
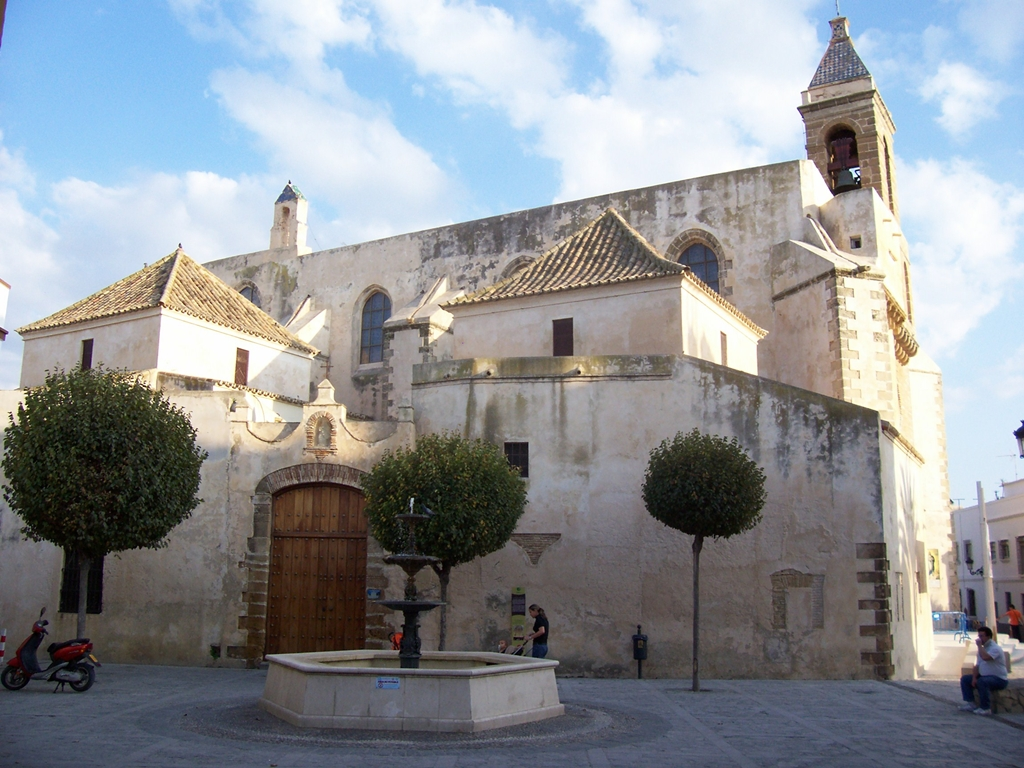
天主教赫雷斯德拉弗龙特拉教区教堂
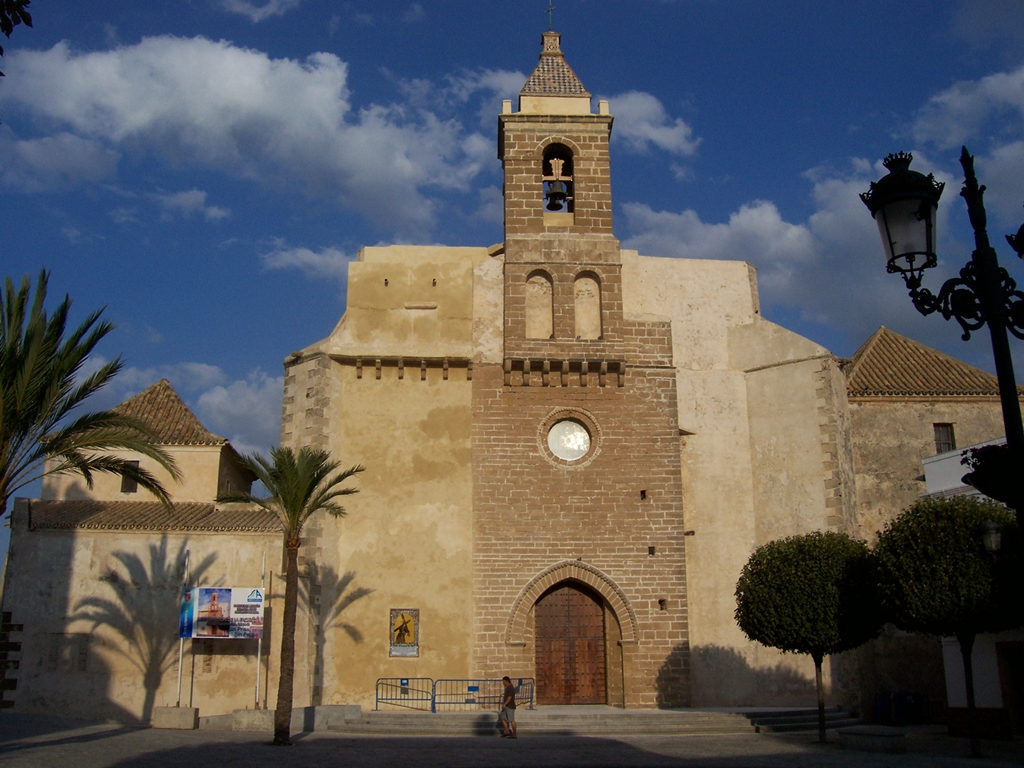
教堂
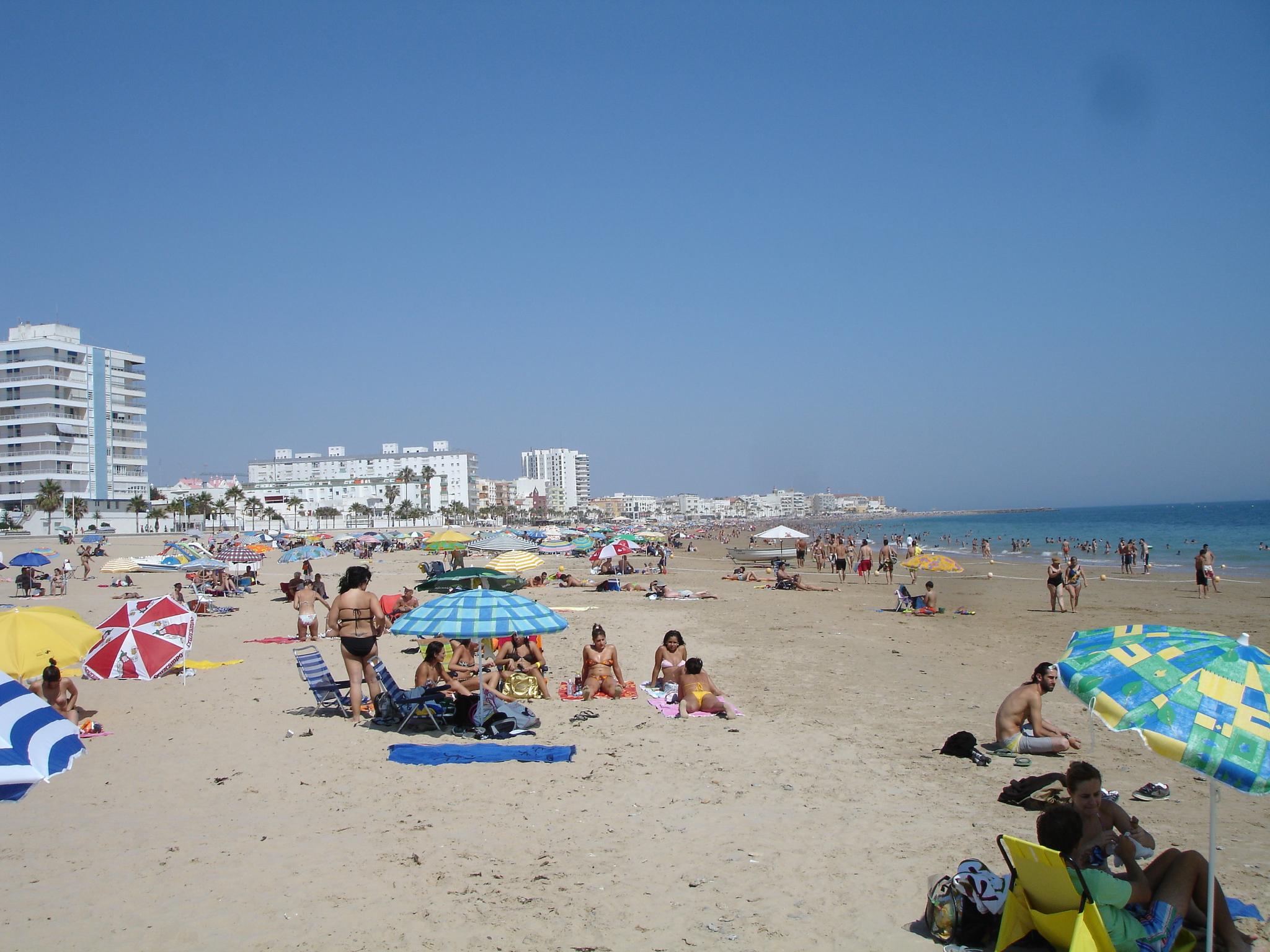
海滩
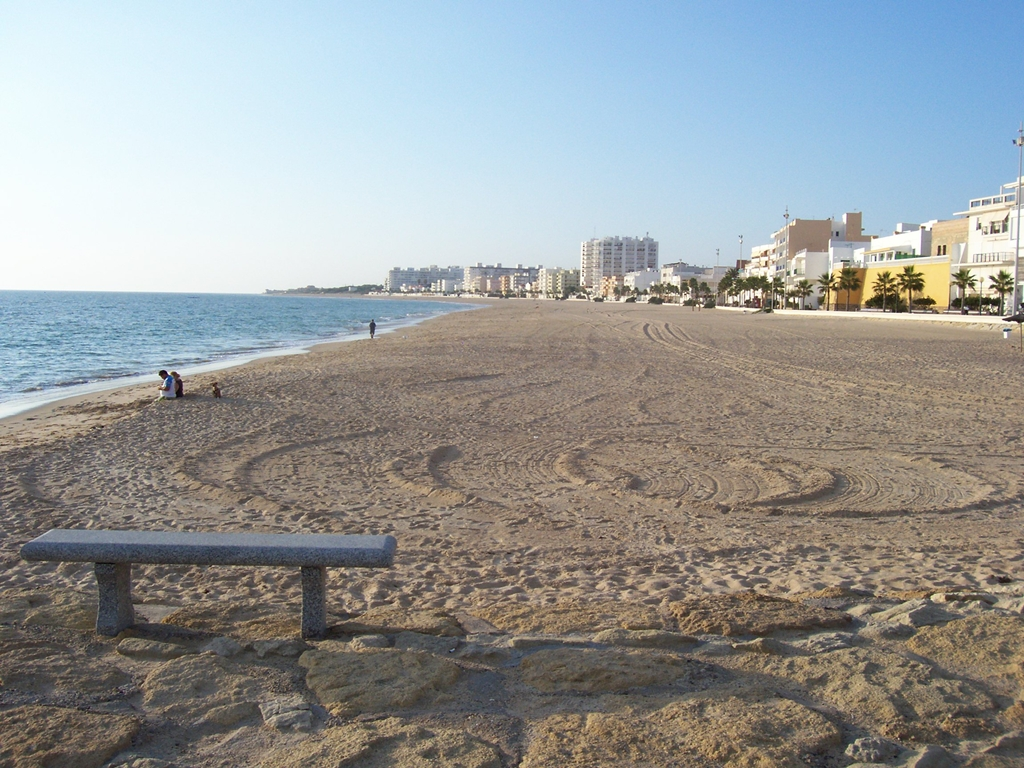
海滩
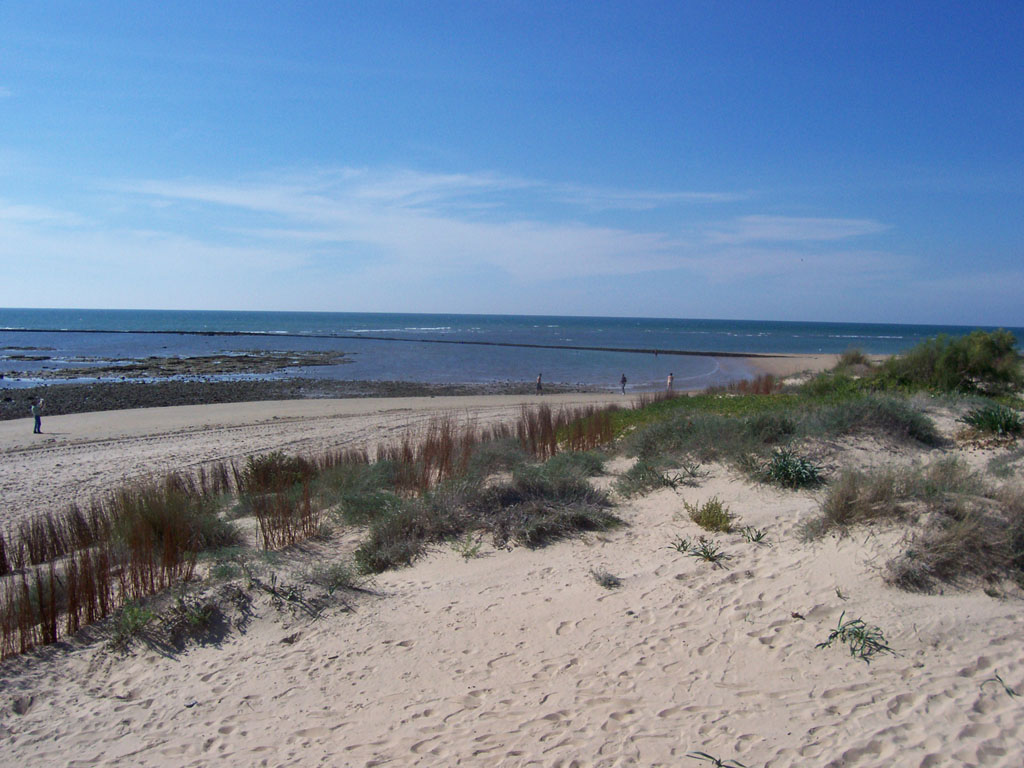
海滩
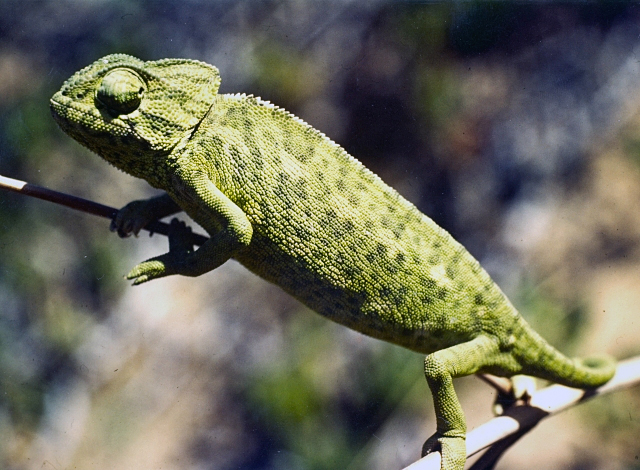
常见物种：地中海变色龙

## 著名人物
- 何塞·卡纳斯：西班牙职业足球运动员。

## 友好城市
- 西班牙 特内里费岛 坎德拉里亚
- 薩卡帕省 維特[3]
- 德国 拉姆施泰因-米森巴赫